# Jo Goodhew
Joanne Gay Goodhew (Temuka, Canterbury; 1961) és una política neozelandesa i diputada de la Cambra de Representants de Nova Zelanda des de les eleccions de 2005, representant la circumscripció electoral de Rangitata des de les eleccions de 2008. És membre del Partit Nacional i forma part del gabinet de John Key.

## Inicis
Goodhew va néixer el 1961 a Temuka, Canterbury, tot i que va créixer al poble proper de Timaru. Allí va anar a l'Escola Secundària de Nois de Timaru (Timaru Girls' High School). Després es va graduar de la Politècnica d'Otago amb un grau en infermeria. Va treballar com a infermera i com a tutora a la Politècnica d'Otago.

## Diputada
| Parlament de Nova Zelanda |      |                |        |          |
| Anys                      | Leg. | Circumscripció | Llista | Partit   |
| 2005-2008                 | 48   | Aoraki         | 31     | Nacional |
| 2008-2011                 | 49   | Rangitata      | 39     | Nacional |
| 2011-actualitat           | 50   | Rangitata      | 23     | Nacional |

Fou elegida diputada en les eleccions de 2005 per la circumscripció electoral d'Aoraki. Va guanyar per sobre de Jim Sutton del Partit Laborista, diputat per Aoraki entre 1996 i 2005. Goodhew es trobava 31a en la llista electoral del Partit Nacional.
Aoraki va ser substituït per Rangitata a partir de les eleccions de 2008. Goodhew hi guanyà i fou reelegida a Rangitata de nou en les eleccions de 2011. En les eleccions de 2008 Goodhew es trobava 39a en la llista del seu partit i en les següents eleccions 23a.

### Ministra
En ser reelegit el Partit Nacional al concluir-se les eleccions de 2011 Goodhew fou nomenada pel primer ministre John Key com a ministra. A partir del 12 de desembre fou Ministra del Sector Comunitari i Voluntari, Ministra pels Ciutadans d'Edat Avançada i Ministra dels Afers de les Dones. Va succeir a Tariana Turia, Craig Foss i Hekia Parata respectivament.

## Vida personal
Està casada amb Mark Goodhew i tenen tres filles.